# IEEE 802.11b
IEEE 802.11b est un amendement appartenant au groupe de normes IEEE 802.11 (Wi-Fi) pour les réseaux informatiques locaux à liaison sans fil (WLAN) qui autorise une transmission de données à des débits allant jusqu'à 11 Mbit/s sur la bande de fréquences des 2,4 GHz. Cet amendement a été ratifié en 1999 et révisé en 2003.

## Définition
IEEE 802.11b permet une transmission point à multipoint en ligne de vue sur une distance allant jusqu'à 300 mètres avec des débits dépendant de la qualité du signal de 1, 2, 5,5 ou 11 Mbit/s. Cette norme utilise la méthode d'accès au media CSMA/CA spécifiée dans le standard de base IEEE 802.11 et relative à la sous-couche MAC de la couche liaison de données du modèle OSI. Au niveau de la couche PHY, celle-ci emploie la technique d'étalement de spectre par séquence directe (DSSS), les modulations BPSK et DQPSK pour les débits de 1 et 2 Mbit/s, la modulation CCK (Complementary Code Keying) et facultativement par commutation le schéma de codage PBCC (Packet Binary Convolutional Code) pour les débits de 5,5 et 11 Mbit/s. Ceci rend cette norme incompatible avec le standard IEEE 802.11a qui utilise la technique OFDM et la bande de fréquences des 5 GHz.
La plage des fréquences opérationnelles va de 2,4 à 2,483 5 GHz et correspond à la bande libre ISM (Industrial, Scientific and Medical). La bande de fréquences de 83,5 MHz autorisée en Europe est découpée en 13 canaux séparés de 5 MHz. Chacun occupe une plage de fréquence de +/-11 MHz autour de sa fréquence centrale, soit une plage de 22 MHz, donc les canaux se chevauchent largement.
Pour la France, les canaux utilisables sont les canaux de 1 à 13 avec historiquement une limitation à 10 mW de la puissance isotrope rayonnée pour:
- Canal 1  : 2,412 GHz

...
- Canal 10 : 2,457 GHz.
- Canal 11 : 2,462 GHz.
- Canal 12 : 2,467 GHz.
- Canal 13 : 2,472 GHz.

La limitation de puissance pour les autres canaux à 100 mW s'applique à présent à tous les canaux de la bande des 2,4 GHz.

## Comparaison avec les autres normes IEEE 802.11
| Réseaux locaux 802.11 : standards physiques   | Réseaux locaux 802.11 : standards physiques | Réseaux locaux 802.11 : standards physiques | Réseaux locaux 802.11 : standards physiques | Réseaux locaux 802.11 : standards physiques                                                        | Réseaux locaux 802.11 : standards physiques | Réseaux locaux 802.11 : standards physiques | Réseaux locaux 802.11 : standards physiques | Réseaux locaux 802.11 : standards physiques |
| Protocole 802.11                              | date                                        | Fréquence                                   | largeur de bande                            | Débit binaire                                                                                      | Nombre maximum de flux MIMO                 | Codage / Modulation                         | Portée                                      | Portée                                      |
| Protocole 802.11                              | date                                        | Fréquence                                   | largeur de bande                            | Débit binaire                                                                                      | Nombre maximum de flux MIMO                 | Codage / Modulation                         | Intérieur                                   | Extérieur                                   |
| Protocole 802.11                              | date                                        | (GHz)                                       | (MHz), (GHz)                                | (Mbit/s), (Gbit/s)                                                                                 | Nombre maximum de flux MIMO                 | Codage / Modulation                         | (mètres)                                    | (mètres)                                    |
| --------------------------------------------- | ------------------------------------------- | ------------------------------------------- | ------------------------------------------- | -------------------------------------------------------------------------------------------------- | ------------------------------------------- | ------------------------------------------- | ------------------------------------------- | ------------------------------------------- |
| 802.11-1997 (d'origine)                       | juin 1997                                   | 2,4                                         | 79 ou 22 MHz                                | 1, 2 Mbit/s                                                                                        | NC                                          | FHSS, DSSS                                  | 20 m                                        | 100 m                                       |
| 802.11a (Wi-Fi 2)                             | sept 1999                                   | 5 3,7[A](US)                                | 20 MHz                                      | 6 Mbit/s à 54 Mbit/s                                                                               | 1                                           | OFDM                                        | 35 m                                        | 120 m (5 GHz) 5 000 m[A] (3,7 GHz)          |
| 802.11b (Wi-Fi 1)                             | sept 1999                                   | 2,4                                         | 22 MHz                                      | 1 Mbit/s à 11 Mbit/s                                                                               | 1                                           | DSSS                                        | 35 m                                        | 140 m                                       |
| 802.11g (Wi-Fi 3)                             | juin 2003                                   | 2,4                                         | 20 MHz                                      | 6 Mbit/s à 54 Mbit/s                                                                               | 1                                           | OFDM                                        | 38 m                                        | 140 m                                       |
| 802.11n (Wi-Fi 4)                             | oct 2009                                    | 2,4 5                                       | 20, 40 MHz                                  | 6,5 Mbit/s à 600 Mbit/s (voire 1,2 Gbit/s en utilisant simultanément les deux bandes de fréquence) | 4                                           | OFDM                                        | 70 m (2.4 GHz) 35 m (5 GHz)                 | 250 m                                       |
| 802.11ac (Wi-Fi 5)                            | déc 2013                                    | 5                                           | 20, 40, 80, 160 MHz                         | 6,5 Mbit/s à 6,93 Gbit/s                                                                           | 8                                           | OFDM                                        | 12-35 m                                     | 300 m                                       |
| 802.11ad                                      | déc 2012                                    | 57 à 71                                     | 1,7 à 2,16 GHz                              | jusqu’à 6,75 Gbit/s                                                                                | NC                                          | OFDM ou porteuse unique                     | 10 m                                        | 10 m                                        |
| 802.11af (en)                                 | fév 2014                                    | 0,054 à 0,79                                | 6 à 8 MHz                                   | 1,8 à 568,9 Mbit/s                                                                                 | 4                                           | OFDM                                        | 100 m                                       | 1 000 m                                     |
| 802.11ah                                      | mai 2017                                    | 0,9                                         | 1 à 8 MHz                                   | 0,6 à 8,6 Mbit/s                                                                                   | 4                                           | OFDM                                        | 100 m                                       | 100 m                                       |
| 802.11ax (Wi-Fi 6 et 6E)                      | fév 2021                                    | 1 à 7,1                                     | 20, 40, 80, 160 MHz                         | 8 Mbit/s à 9,6 Gbit/s                                                                              | 8                                           | OFDM, OFDMA                                 | 12-35 m                                     | 300 m                                       |
| 802.11ay (en)                                 | mars 2021                                   | 58,3 à 70,2                                 | 2,16 à 8,64 GHz                             | 20 à 176 Gbit/s                                                                                    | 4                                           | OFDM ou porteuse unique.                    | 100 m                                       | 500 m                                       |
| 802.11be (Wi-Fi 7)                            | 2024                                        | 2,4 5 et 6                                  | 20 40 80 160 320 MHz                        | | 16                                          | OFDMA                                       | 30 m intervalle de garde 0,8µs              | 120 m intervalle de garde 3,2µs             |
| Voir aussi : - Wi-Fi - Liste des canaux Wi-Fi |                                             |                                             |                                             | |                                             |                                             |                                             |                                             |

- A1 A2  IEEE 802.11y est équivalent à la norme 802.11a mais utilise la bande de fréquence des 3,7 GHz. Elle n’est autorisée qu’aux États-Unis par la FCC.
- B  par flux MIMO, avec intervalle de garde court (SGI).
- C  par flux MIMO, avec intervalle de garde long.
- D  en mode "single user" et débit maximum pour 8 flux MIMO.